# Filipstads kommun
Filipstads kommun är en kommun i Värmlands län i landskapen Värmland och Dalarna. Centralort är Filipstad.
Landskapet präglas av djupa dalgångar. Området är en del av bergslagsregionens malmfält, och Långbansfältets berggrund är en av de mineralrikaste i världen. Kommunens näringsliv har förändrats över tid. Från en tidigare fokus på gruvnäring och järnframställning, som minskade på 1980-talet, har det nu skiftat mot andra sektorer. Ledande företag i centralorten inkluderar Barilla Sverige AB (tidigare Wasabröd AB), som tillverkar knäckebröd och Orklakoncernen (tidigare OLW), som producerar chips och snacks.
Sedan kommunen bildades 1971 har befolkningstrenden varit starkt negativ med en minskning på mer än 30 procent fram till 2020.
Socialdemokraterna har varit det största partiet i alla val. Fram till 1979 var Centerpartiet näst störst, men de blev sedan omsprungna av Moderaterna, som därefter varit det näst största partiet.

## Administrativ historik

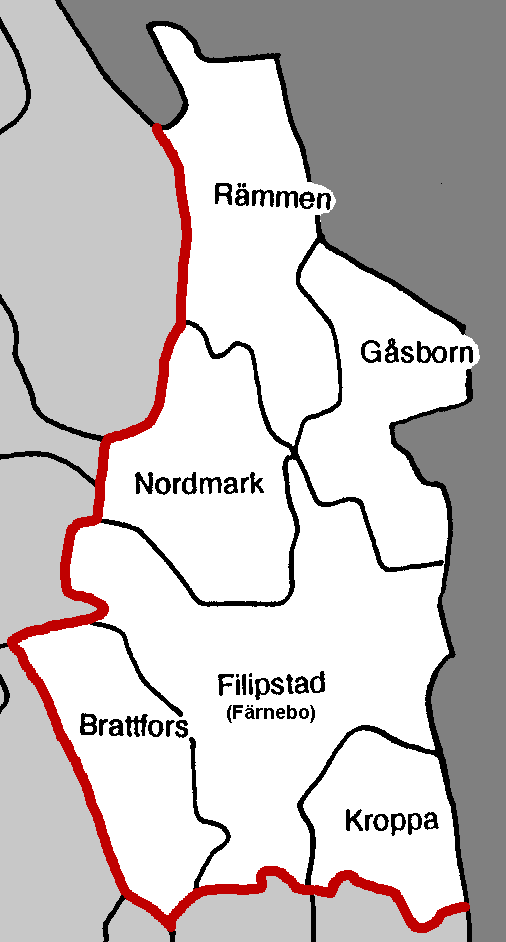
Socknar inom kommunen.

Kommunens område motsvarar socknarna: Brattfors, Färnebo, Gåsborn, Kroppa, Nordmark och  Rämmen. I dessa socknar bildades vid kommunreformen 1862 landskommuner med motsvarande namn. Inom området fanns även Filipstads stad som 1863 bildade en  stadskommun.  
I området fanns mellan 22 februari 1946 och 31 december 1966 Lesjöfors municipalsamhälle. 
Storfors köping bildades 1950 genom en utbrytning ur Kroppa landskommun.
Vid kommunreformen 1952 bildades storkommunen Värmlandsberg (av de fyra dåvarande kommunerna Brattfors, Gåsborn, Färnebo och Nordmark) medan Kroppa landskommun, Rämmens landskommun samt Filipstads stad förblev oförändrade.
Filipstads kommun bildades vid kommunreformen 1971 av Filipstads stad och landskommunerna Värmlandsberg, Kroppa samt Rämmen.
Kommunen ingick från bildandet till 2005 i Kristinehamns domsaga för att från 2005 ingå i Värmlands domsaga.
| –1862         | –1862        | 1863–1949                   | 1863–1949                   | 1950–1951                   | 1950–1951                   | 1952–1970         | 1952–1970         | 1971–Idag              | 1971–Idag              |                   |                   |                   |                   |
| Härad         | Socken       | Landskommun och Stadskommun | Landskommun och Stadskommun | Landskommun och Stadskommun | Landskommun och Stadskommun | Storkommun        | Storkommun        | Enhetskommun           | Enhetskommun           | Enhetskommun      | Enhetskommun      |                   |                   |
| Färnebo härad |              |                             |                             |                             | Filipstads stad             | Filipstads stad   | Filipstads stad   | Filipstads kommun      | Filipstads kommun      | Filipstads kommun | Filipstads kommun | Filipstads kommun | Filipstads kommun |
| Färnebo härad | Färnebo sn   | Färnebo ln                  | Färnebo ln                  | Färnebo ln                  | Färnebo ln                  | Värmlandsbergs ln | Värmlandsbergs ln | Filipstads kommun      | Filipstads kommun      | Filipstads kommun | Filipstads kommun | Filipstads kommun | Filipstads kommun |
| Färnebo härad | Brattfors sn | Brattfors ln                | Brattfors ln                | Brattfors ln                | Brattfors ln                | Värmlandsbergs ln | Värmlandsbergs ln | Filipstads kommun      | Filipstads kommun      | Filipstads kommun | Filipstads kommun | Filipstads kommun | Filipstads kommun |
| Färnebo härad | Gåsborns sn  | Gåsborns ln                 | Gåsborns ln                 | Gåsborns ln                 | Gåsborns ln                 | Värmlandsbergs ln | Värmlandsbergs ln | Filipstads kommun      | Filipstads kommun      | Filipstads kommun | Filipstads kommun | Filipstads kommun | Filipstads kommun |
| Färnebo härad | Nordmarks sn | Nordmarks ln                | Nordmarks ln                | Nordmarks ln                | Nordmarks ln                | Värmlandsbergs ln | Värmlandsbergs ln | Filipstads kommun      | Filipstads kommun      | Filipstads kommun | Filipstads kommun | Filipstads kommun | Filipstads kommun |
| Färnebo härad | Rämmens sn   | Rämmens ln                  | Rämmens ln                  | Rämmens ln                  | Rämmens ln                  | Rämmens ln        | Rämmens ln        | Filipstads kommun      | Filipstads kommun      | Filipstads kommun | Filipstads kommun | Filipstads kommun | Filipstads kommun |
| Färnebo härad | Kroppa sn    | Kroppa ln                   | Kroppa ln                   |                             |                             |                   |                   | Filipstads kommun      | Filipstads kommun      | Filipstads kommun | Filipstads kommun | Filipstads kommun | Filipstads kommun |
| Färnebo härad | Kroppa sn    | Kroppa ln                   | Kroppa ln                   | Storfors köping             | Storfors köping             | Storfors köping   | Storfors köping   | del av Storfors kommun | del av Storfors kommun |                   |                   |                   |                   |

## Geografi

### Topografi och hydrografi
Landskapet genomkorsas av djupa dalgångar som sträcker sig från nord-nordväst till syd-sydöst, ett resultat av historisk bergskedjeveckning. Området tillhör bergslagsregionens malmfältsområde, och Långbansfältets berggrund är bland de rikaste i världen när det gäller mineraler. Denna unika geologi har skapat en rik flora, inklusive ett antal sällsynta orkidéarter.
Stora delar av kommunen täcks av skogklädd morän, men i dalgångarna finns ofta isälvssediment, som tydligt visar spår av isavsmältningen vid högsta kustlinjen (HK). Brattforsheden kring Alsternsjön är ett av landets mest framstående exempel på HK-deltan, med andra förekomster som Eriksdalsdeltat vid Älvsjöhyttan och Filipstadssänkan. Dessa områden hyser även välutvecklade mossar, såsom Nordmarksmossarna.
Nedan presenteras andelen av den totala ytan 2020 i kommunen jämfört med riket.
|  | Bebyggelse (2,3 %) |

|  | Skog (88,8 %) |

|  | Öppen myrmark (7,0 %) |

|  | Jordbruksmark (0,9 %) |

|  | Övrig mark (1,0 %) |

|  | Bebyggelse (3,1 %) |

|  | Skog (68,0 %) |

|  | Öppen myrmark (7,2 %) |

|  | Jordbruksmark (7,4 %) |

|  | Övrig mark (14,3 %) |

### Naturskydd
År 2024 fanns 12 naturreservat i Filipstads kommun. Bland dessa kan nämnas Guldplatshagen som med sin näringsrika berggrund av kalk och grönsten, är hem för en rik flora som är karakteristisk för trakten. Den norra delen av reservatet präglas av ett fuktängsstråk med inslag av torrare områden där ängsvegetationen är påverkad av kalk och hävd. I den södra delen dominerar ung björkskog.
Syftet med reservatets bildande var att skydda och bevara guckuskon, en orkidé som är fridlyst i hela Sverige och som endast växer på några få platser i länet. Området är en del av EU:s Natura 2000-nätverk för skydd av värdefull natur.

### Administrativ indelning
Fram till 2016 var kommunen för befolkningsrapportering indelad i en enda församling, Filipstads församling.

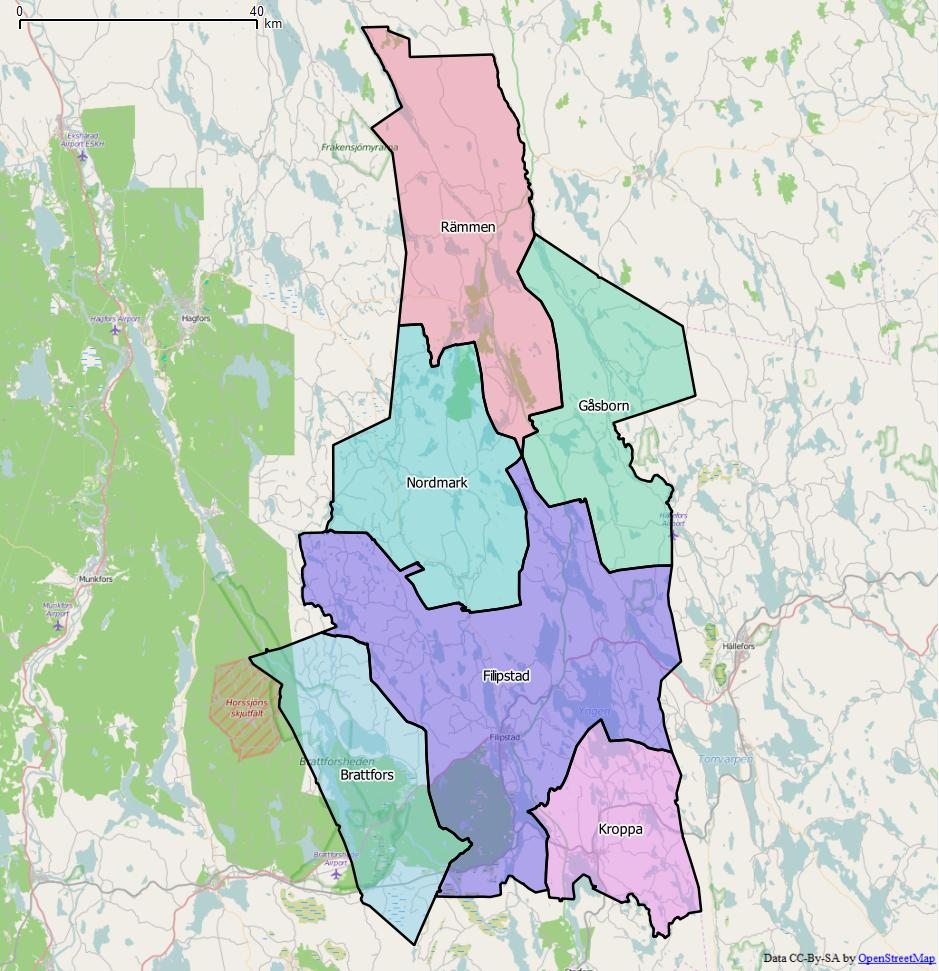
Distrikt inom Filipstads kommun

Från 2016 indelas kommunen istället i sex  distrikt: Brattfors, Filipstad, Gåsborn, Kroppa, Nordmark och Rämmen.

### Tätorter
Vid Statistiska centralbyråns tätortsavgränsning den 31 december 2015 fanns det fem tätorter i Filipstads kommun. 
| Nr | Tätort    | Folkmängd |
| -- | --------- | --------- |
| 1  | Filipstad | 6 119     |
| 2  | Lesjöfors | 948       |
| 3  | Nykroppa  | 788       |
| 4  | Persberg  | 249       |

Centralorten är i fet stil.

## Styre och politik

### Styre
Socialdemokraterna styrde kommunen från bildandet 1971 och fram till 2022.
Mandatperioden 2010–2014 styrdes kommunen av de rödgröna som tillsammans samlade 22 av 37 mandat i kommunfullmäktige. Efter valet 2014 inkluderades även Kristdemokraterna i den styrande majoriteten, vilket innebar att de lämnade samarbetet inom Alliansen. Orsaken till bytet av samarbetspartners uppgavs vara splittringar kring integrationsfrågan. Både Kristdemokraterna och Miljöpartiet åkte ur kommunfullmäktige i valet 2018, men Socialdemokraterna och Vänsterpartiet kunde ensamma fortsätta styra kommunen.
Valet 2022 ledde till maktskifte där Centerpartiet, Liberalerna och Moderaterna kunde ta makten genom en valteknisk samverkan med Sverigedemokraterna.

### Kommunfullmäktige

#### Presidium
| Presidium 2022–2026    | Presidium 2022–2026 | Presidium 2022–2026  |
| ---------------------- | ------------------- | -------------------- |
| Ordförande             | C                   | Peter Johansson      |
| Förste vice ordförande | M                   | Eva Närvä Eickenrodt |
| Andre vice ordförande  | S                   | Marina Isaksson      |

#### Mandatfördelning 1970–2022
| 3 | 25 | 5 | 4 | 4 |

| 30 | 11 |

| 3 | 25 | 6 | 3 | 4 |

| 33 | 8 |

| 2 | 24 | 7 | 3 | 5 |

| 30 | 11 |

| 3 | 23 | 5 | 3 | 7 |

| 29 | 12 |

| 2 | 25 | 4 | 2 | 8 |

| 29 | 12 |

| 3 | 21 |  | 4 | 4 | 8 |

| 28 | 13 |

| 3 | 22 | 3 | 4 | 3 | 6 |

| 26 | 15 |

| 2 | 19 |  |  | 4 | 2 |  | 7 |

| 25 | 12 |

| 3 | 22 |  | 3 | 2 |  | 5 |

| 21 | 16 |

| 7 | 18 |  | 2 | 2 |  | 6 |

| 24 | 13 |

| 6 | 16 | 2 | 3 | 3 | 2 | 5 |

| 21 | 16 |

| 4 | 19 |  |  | 3 | 2 | 2 | 5 |

| 23 | 14 |

| 3 | 18 |  |  | 2 | 3 | 2 |  | 6 |

| 23 | 14 |

| 3 | 15 |  | 6 |  | 2 |  |  | 7 |

| 23 | 14 |

| 3 | 16 | 6 | 2 |  | 9 |

| 21 | 16 |

| 2 | 16 | 7 |  | 2 | 9 |

| 21 | 16 |

För valresultat äldre än 1970, se tidigare kommuner; Filipstads stad, Värmlandsberg, Kroppa eller Rämmens landskommun

### Nämnder

#### Kommunstyrelse
Kommunstyrelsen i Filipstads kommun utgörs av 11 ordinarie ledamöter. För att underlätta sitt arbeta har kommunstyrelsen tre utskott. Dessa är: Kommunstyrelsens arbetsutskott, Kommunstyrelsens teknikutskott samt Kommunstyrelsens kultur- och föreningsutskott.
| Presidium 2022–2026    | Presidium 2022–2026 | Presidium 2022–2026  |
| ---------------------- | ------------------- | -------------------- |
| Ordförande             | M                   | Christer Olsson      |
| Förste vice ordförande | M                   | Patrik Fornander     |
| Andre vice ordförande  | S                   | Åsa Hååkman Eriksson |

#### Lista över kommunstyrelsens ordförande
- Per Gruvberger, Socialdemokraterna, 2003–januari 2020[18]
- Åsa Hååkman Felth (Hååkman Eriksson), Socialdemokraterna, 1 februari 2020–31 december 2022[19]
- Christer Olsson, Moderaterna, 1 januari 2023–[20]

Denna lista hämtas från Wikidata. Informationen kan ändras där.

#### Övriga nämnder
Avser mandatperioden 2022–2026.
| Nämnd                        | Ordförande | Ordförande           | Vice ordförande | Vice ordförande  | Andre vice ordförande | Andre vice ordförande   |
| ---------------------------- | ---------- | -------------------- | --------------- | ---------------- | --------------------- | ----------------------- |
| Barn- och utbildningsnämnden | M          | Patrik Fornander     | M               | Filip Dahlöv     | S                     | Johan Larsson           |
| Miljö- och byggnadsnämnden   | M          | Mark Morén           | SD              | Åsa Grahn        | S                     | Per Granfelt            |
| Socialnämnden                | M          | Christer Olsson      | SD              | Catarina Jansson | S                     | Lena Andersson Dahlberg |
| Valnämnden                   | M          | Eva Närvä Eickenrodt | SD              | Catarina Jansson | S                     | Lillvor Eriksson        |

Källa:

### Vänorter
- Ringebu, Norge
- Assens, Danmark

## Ekonomi och infrastruktur

### Näringsliv
Kommunens näringsliv har genomgått förändringar över tid. Från en tidigare inriktning på gruvnäring och järnframställning, som avtog på 1980-talet, har det nu skiftat mot andra sektorer. De ledande företagen i centralorten inkluderar Barilla Sverige AB, tidigare känd som Wasabröd AB, som fokuserar på knäckebrödstillverkning, Orklakoncernen, tidigare OLW, som producerar chips, och FIMEK AB, som tillverkar komponenter till lastvagnar. Andra betydande arbetsgivare inkluderar kommunen, landstinget och företag med rötter i Lesjöfors Bruk, såsom Lesjöfors Fjädrar AB. Robust Ståldörrar AB är också en betydande aktör i Nykroppa.

### Infrastruktur

#### Transporter
Kommunen är korsad av flera viktiga transportvägar, inklusive järnvägslinjerna Kil–Ludvika–Borlänge och Kristinehamn–Filipstad–Persberg. Dessutom är kommunen betjänad av två riksvägar, 63 och 64, som ytterligare förbinder den med omgivande regioner. Lokalt är också länsvägarna 245 och 246 viktiga för att underlätta trafikflödet inom kommunen.

## Befolkning

### Demografi

#### Befolkningsutveckling
Kommunen har 9 744 invånare (31 mars 2025), vilket placerar den på 220:e plats avseende folkmängd bland Sveriges kommuner.
| Befolkningsutvecklingen i Filipstads kommun 1810–2020 | Befolkningsutvecklingen i Filipstads kommun 1810–2020 | Befolkningsutvecklingen i Filipstads kommun 1810–2020 | Befolkningsutvecklingen i Filipstads kommun 1810–2020 | Befolkningsutvecklingen i Filipstads kommun 1810–2020 |
| --- | ----------------------------------------------------- | ----------------------------------------------------- | ----------------------------------------------------- | ----------------------------------------------------- |
| |                                                       |                                                       |                                                       |                                                       |
| År |                                                       |                                                       | Folkmängd                                             |                                                       |
| 1810 | 1810                                                  |                                                       | 9 109                                                 |                                                       |
| 1820 | 1820                                                  |                                                       | 9 744                                                 |                                                       |
| 1830 | 1830                                                  |                                                       | 11 766                                                |                                                       |
| 1840 | 1840                                                  |                                                       | 12 901                                                |                                                       |
| 1850 | 1850                                                  |                                                       | 14 964                                                |                                                       |
| 1860 | 1860                                                  |                                                       | 17 583                                                |                                                       |
| 1870 | 1870                                                  |                                                       | 19 339                                                |                                                       |
| 1880 | 1880                                                  |                                                       | 21 202                                                |                                                       |
| 1890 | 1890                                                  |                                                       | 20 595                                                |                                                       |
| 1900 | 1900                                                  |                                                       | 19 944                                                |                                                       |
| 1910 | 1910                                                  |                                                       | 21 524                                                |                                                       |
| 1920 | 1920                                                  |                                                       | 21 068                                                |                                                       |
| 1930 | 1930                                                  |                                                       | 19 627                                                |                                                       |
| 1940 | 1940                                                  |                                                       | 19 335                                                |                                                       |
| 1950 | 1950                                                  |                                                       | 18 184                                                |                                                       |
| 1960 | 1960                                                  |                                                       | 18 689                                                |                                                       |
| 1970 | 1970                                                  |                                                       | 16 238                                                |                                                       |
| 1980 | 1980                                                  |                                                       | 14 606                                                |                                                       |
| 1990 | 1990                                                  |                                                       | 13 341                                                |                                                       |
| 2000 | 2000                                                  |                                                       | 11 598                                                |                                                       |
| 2010 | 2010                                                  |                                                       | 10 562                                                |                                                       |
| 2020 | 2020                                                  |                                                       | 10 503                                                |                                                       |
| Anm: Informationen gäller för dagens kommungränser. Äldre information är ihopsamlad från tidigare kommuner eller från socknarna som idag ingår i kommunen. |                                                       |                                                       |                                                       |                                                       |

Filipstad är kommunen med störst skillnad i medelålder mellan kvinnor och män vid första barnets födelse (25,65 år för kvinnor och 32,54 år för män 2010. Skillnaden på nästan 7 år är mer än 4 år större än för hela landet).

#### Utländsk bakgrund
Den 31 december 2018 utgjorde antalet invånare med utländsk bakgrund (utrikes födda personer samt inrikes födda med två utrikes födda föräldrar) 2 467, eller 22,76 % av befolkningen (hela befolkningen: 10 837 den 31 december 2018).
| Historisk utveckling av personer med utländsk bakgrund i Filipstad | Historisk utveckling av personer med utländsk bakgrund i Filipstad | Historisk utveckling av personer med utländsk bakgrund i Filipstad | Historisk utveckling av personer med utländsk bakgrund i Filipstad |
| ------------------------------------------------------------------ | ------------------------------------------------------------------ | ------------------------------------------------------------------ | ------------------------------------------------------------------ |
| Årtal                                                              | Antal personer med utländsk bakgrund                               | Totala antalet personer i Filipstad                                | Andel av totala befolkningen                                       |
| 2002                                                               | 961                                                                | 11 178                                                             | 8,6 %                                                              |
| 2003                                                               | 998                                                                | 11 121                                                             | 9,0 %                                                              |
| 2004                                                               | 1 028                                                              | 11 081                                                             | 9,3 %                                                              |
| 2005                                                               | 1 066                                                              | 11 017                                                             | 9,7 %                                                              |
| 2006                                                               | 1 109                                                              | 10 952                                                             | 10,1 %                                                             |
| 2007                                                               | 1 107                                                              | 10 782                                                             | 10,3 %                                                             |
| 2008                                                               | 1 164                                                              | 10 682                                                             | 10,9 %                                                             |
| 2009                                                               | 1 211                                                              | 10 626                                                             | 11,4 %                                                             |
| 2010                                                               | 1 281                                                              | 10 562                                                             | 12,1 %                                                             |
| 2011                                                               | 1 337                                                              | 10 514                                                             | 12,7 %                                                             |
| 2012                                                               | 1 471                                                              | 10 549                                                             | 13,9 %                                                             |
| 2013                                                               | 1 614                                                              | 10 563                                                             | 15,3 %                                                             |
| 2014                                                               | 1 740                                                              | 10 613                                                             | 16,4 %                                                             |
| 2015                                                               | 1 917                                                              | 10 625                                                             | 18,0 %                                                             |
| 2016                                                               | 2 351                                                              | 10 960                                                             | 21,5 %                                                             |
| 2017                                                               | 2 285                                                              | 10 783                                                             | 21,2 %                                                             |
| 2018                                                               | 2 467                                                              | 10 837                                                             | 22,8 %                                                             |

#### Invånare efter de vanligaste födelseländerna
Den 31 december 2018 utgjorde folkmängden i Filipstads kommun 10 837 personer. Av dessa var 2 082 personer (19,21 %) födda i ett annat land än Sverige.
| Historisk utveckling av utrikes födda personer i Filipstad | Historisk utveckling av utrikes födda personer i Filipstad | Historisk utveckling av utrikes födda personer i Filipstad | Historisk utveckling av utrikes födda personer i Filipstad |
| ---------------------------------------------------------- | ---------------------------------------------------------- | ---------------------------------------------------------- | ---------------------------------------------------------- |
| Årtal                                                      | Antal utrikes födda personer                               | Totala antalet personer i Filipstad                        | Andel av totala befolkningen                               |
| 2002                                                       | 767                                                        | 11 178                                                     | 6,9 %                                                      |
| 2003                                                       | 802                                                        | 11 121                                                     | 7,2 %                                                      |
| 2004                                                       | 828                                                        | 11 081                                                     | 7,5 %                                                      |
| 2005                                                       | 863                                                        | 11 017                                                     | 7,8 %                                                      |
| 2006                                                       | 909                                                        | 10 952                                                     | 8,3 %                                                      |
| 2007                                                       | 913                                                        | 10 782                                                     | 8,5 %                                                      |
| 2008                                                       | 957                                                        | 10 682                                                     | 9,0 %                                                      |
| 2009                                                       | 994                                                        | 10 626                                                     | 9,4 %                                                      |
| 2010                                                       | 1 052                                                      | 10 562                                                     | 10,0 %                                                     |
| 2011                                                       | 1 119                                                      | 10 514                                                     | 10,6 %                                                     |
| 2012                                                       | 1 243                                                      | 10 549                                                     | 11,8 %                                                     |
| 2013                                                       | 1 374                                                      | 10 563                                                     | 13,0 %                                                     |
| 2014                                                       | 1 490                                                      | 10 613                                                     | 14,0 %                                                     |
| 2015                                                       | 1 641                                                      | 10 625                                                     | 15,4 %                                                     |
| 2016                                                       | 2 040                                                      | 10 960                                                     | 18,6 %                                                     |
| 2017                                                       | 1 947                                                      | 10 783                                                     | 18,1 %                                                     |
| 2018                                                       | 2 082                                                      | 10 837                                                     | 19,2 %                                                     |

Följande länder är de 10 vanligaste födelseländerna för befolkningen i Filipstads kommun.
| Födelseland 31 december 2021 | Födelseland 31 december 2021 | Födelseland 31 december 2021 | Födelseland 31 december 2021 | Födelseland 31 december 2021 |
| ---------------------------- | ---------------------------- | ---------------------------- | ---------------------------- | ---------------------------- |
| Nr                           | Land                         | Antal                        | Andel                        | Andel i hela riket           |
| 1                            | Sverige                      | 8 545                        | 82,14 %                      | 80,00 %                      |
| 2                            | Syrien                       | 393                          | 3,78 %                       | 1,88 %                       |
| 3                            | Somalia                      | 214                          | 2,06 %                       | 0,67 %                       |
| 4                            | Finland                      | 194                          | 1,86 %                       | 1,31 %                       |
| 5                            | Tyskland                     | 130                          | 1,25 %                       | 0,51 %                       |
| 6                            | Norge                        | 84                           | 0,81 %                       | 0,39 %                       |
| 7                            | Afghanistan                  | 75                           | 0,72 %                       | 0,60 %                       |
| 8                            | Thailand                     | 65                           | 0,62 %                       | 0,43 %                       |
| 9                            | Eritrea                      | 56                           | 0,54 %                       | 0,46 %                       |
| 10                           | Irak                         | 48                           | 0,46 %                       | 1,40 %                       |

## Kultur

### Kulturarv
Flera platser bär vittnesbörd om områdets historia och industriella arv.
Hornkullens silvergruvor i Nykroppa har en mytisk status som en plats där silvermalm bröts redan på 1300-talet. Under mitten av 1800-talet lades gruvdriften ner, men dess arv lever vidare. Silverleden markerar den gamla vägen från gruvan till hyttan. Längsleden återfinns gamla torpruiner samt resterna av den stånggång som drev vattenpumparna i gruvan.
Långban är känd som en av världens mest mineralrika platser. Gruvdriften började på 1500-talet och fokuserade på brytning av järnmalm. Även om gruvdriften lades ner på 1970-talet, lever gruvbyn än idag med sina bevarade byggnader och mineralsamlingar.
Storbrohyttan har varit en central del av områdets industriella historia sedan 1500-talet. Trots att den sista tackjärnsblåsningen ägde rum 1920 har hyttan bevarats och renoverats.

### Kommunvapen
Blasonering: I fält av silver en riddare, klädd i blå rustning med uppfällt visir och med naturfärgat ansikte samt sittande på en gående röd häst med beväring och mundering av guld.
Vapnet fastställdes 1945 för Filipstads stad och går tillbaka på ett sigill från 1630-talet. Efter kommunbildningen 1971 fanns även Kroppas och Värmlandsbergs vapen att tillgå, men man registrerade det gamla stadsvapnet oförändrat för kommunen i PRV 1975.

Kroppa landskommun (1963–1970)
Färnebo landskommun (1945–1951) Värmlandsbergs landskommun (1952–1970)